# Rienne
Rienne (en wallon Riene) est une section de la commune belge de Gedinne située en Région wallonne dans la province de Namur.
C'était une commune à part entière avant la fusion des communes de 1977.

## Géographie

### Hameau de Cocolle
Rienne a également un hameau "Cocolle". Situé au sud du village à 2 km, "Cocolle" est peuplé de 20 habitants et compte une quinzaine d'habitation. C'est près de ce hameau qu'a été retrouvé mort "le Bandit d'honneur", aventurier du début des années 1900.

## Évolution démographique
- Source: DGS, 1831 à 1970=recensements population, 1976= habitants au 31 décembre

## Patrimoine et culture

### Patrimoine architectural
Classé comme monument depuis avril 1972, le château de Rienne, un ensemble du XVIIIe siècle, est composé d'un important logis, en retrait par rapport à la voirie, et d'une aile de dépendances perpendiculaire délimitant une cour clôturée par un muret dont un angle est aujourd'hui occupé par une habitation. Une haute bâtière d'ardoises à larges demi-croupes soulignées par une frise et chapeautée par deux épis en zinc protège le gros corps de logis de deux niveaux construit pour une partie en briques et pour l'autre en moellons de grès. La traverse d'imposte de la porte centrale est datée 1728.